# ماثيو ولغار
ماثيو ولغار (بالإنجليزية: Matthew Woolgar)‏ هو لاعب كرة قدم بريطاني في مركز الهجوم، ولد في 5 يناير 1976 في بيدفورد في المملكة المتحدة. لعب مع نادي لوتون تاون.